# Stenoma leprosa
Stenoma leprosa es una especie de polilla del género Stenoma, orden Lepidoptera.
Fue descrita científicamente por Felder en 1875.

## Distribución
Se distribuye por Guayana Francesa, británica y Brasil.